# Polyrhachis bakeri
Polyrhachis bakeri är en myrart som beskrevs av Hugo Viehmeyer 1916. Polyrhachis bakeri ingår i släktet Polyrhachis och familjen myror. Inga underarter finns listade i Catalogue of Life.